# Lisa Carrington

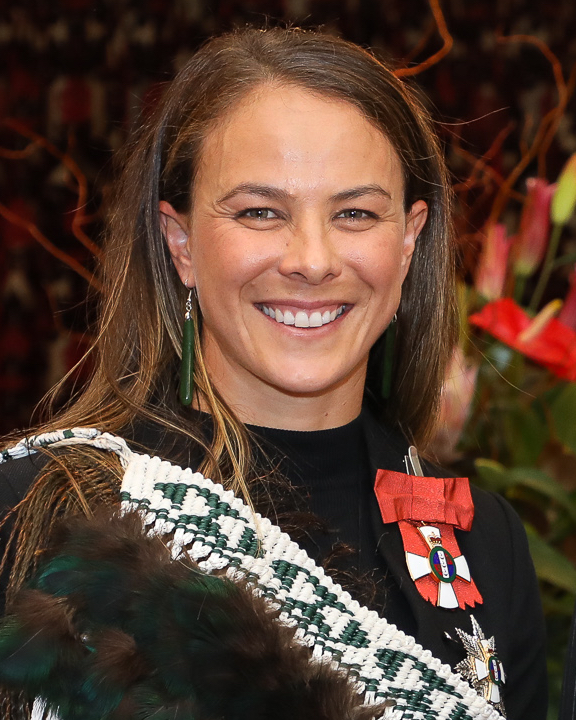
Lisa Carrington (2022)

Dame Lisa Marie Carrington, DNZM (* 23. Juni 1989 in Tauranga) ist eine neuseeländische Kanutin. Sie errang acht Olympiasiege.

## Leben
Lisa Carrington hat Māori-Vorfahren und gehört zum Iwi Ngāti Porou. Sie begann mit Wassersport, als ihre Familie nach Ōhope an der Bay of Plenty zog. Zum Kanurennsport kam sie mit 16 Jahren, als sie ein Trainingscamp von Ian Ferguson besuchte. Sie studiert an der Massey University und schloss mit dem Bachelor of Arts in Kultur und Politik der Māori ab.
Carrington bestreitet seit 2009 internationale Wettkämpfe. Ihre stärkste Disziplin ist der Kajak-Einer über die 200-m-Sprintstrecke. Sie war die erste neuseeländische Sprintpaddlerin, die eine Goldmedaille bei den Weltmeisterschaften gewann, als sie bei der 2011 in Szeged den Sieg über 200 Meter errang. Bei Weltmeisterschaften hat Carrington bis 2022 zwölf Titel gewonnen – darunter sieben aufeinanderfolgende K1-200-Meter-Titel – und insgesamt 19 Medaillen.
Bei den Olympischen Spielen 2012 erreichte Carrington im Zweier-Kajak Rang Sieben. Zwei Tage später wurde sie im Kajak-Einer Olympiasiegerin. 2016 wiederholte sie ihren Olympiasieg auf der 200-Meter-Strecke und sicherte sich außerdem die Bronzemedaille über 500 Meter. Nach ihren drei Olympiasiegen 2021 im Einer über 200 und 500 Meter und im Zweier wurde sie zum Ende des Kalenderjahres als Dame Companion des New Zealand Order of Merit ausgezeichnet. Bei den Olympischen Spielen 2024 in Paris gewann sie im Kajak auf der 500-m-Strecke drei Goldmedaillen in allen drei Bootsklassen.
Carrington ist vierfache Gewinnerin der Auszeichnung „Sportlerin des Jahres“ bei den Halberg Awards. Sie gilt als einflussreichste Maori-Sportlerin der letzten 30 Jahre.